# 海登 (科罗拉多州)
海登（英語：Hayden），是美国科罗拉多州鲁特县下属的一座城市。建市于1906年5月5日，面积大约为3.004平方英里（7.781平方公里）。根据2010年美国人口普查，该市有人口1,810人。2011年估计该市有人口1,789人，相比2010年人口增长率为-1.16%。同时，论人口该市是科罗拉多州第117大城市。